# Bad Herrenalb
Bad Herrenalb (pronunciación en alemán: /baːt ˈhɛʁənˌalp/ⓘ) es una localidad del Distrito de Calw en Baden-Wurtemberg, al sur de Alemania en plena Selva Negra.
- Datos: Q374242
- Multimedia: Bad Herrenalb / Q374242

1. ↑  Worldpostalcodes.org, código postal n.º 76332.